# Гірнича промисловість Європи
Гірнича промисловість Європи.
Структура гірничодобувної пром-сті Зах. Європи станом на початок ХХІ ст. характеризується наступними даними (% від вартості всієї продукції галузі): паливно-енергетичні ресурси 90,0; руди чорних і легуючих металів 2,5; руди кольорових, рідкісних і благородних металів 2,2; нерудні корисні копалини і буд. матеріали 5,3.
Для Зах. Європи характерні різкі (до 10:1 і більше) диспропорції між споживанням мінеральної сировини і власним видобутком. При цьому відчувається гострий дефіцит окремих видів мінеральної сировини, що пов'язано з обмеженістю сировинної бази реґіону. Частка Зах. Європи в запасах більшості важливих видів корисних копалин серед промислово розвинених країн, і країн що розвиваються становить лише 3-5 %, тобто в 5-8 разів менше її частки у пром. виробництві. Тому біля 75 % потреб Зах. Європи в 20 осн. видах корисних копалин забезпечується за рахунок імпорту (для порівняння — для Півн. Америки, цей показник складає 15 %, Японії — 90 %). Для гірничодобувної пром-сті Зах. Європи характерна низька питома вага відкритих розробок. На їх частку припадає лише 19 %. За кількістю гірничодобувних підприємств потужністю від 150 тис.т на рік і вище 1-е місце серед зах.-європейських країн займає Франція, далі йдуть Іспанія, Швеція, ФРН, Фінляндія. Питома вага зах.-європейських країн у видобутку паливно-енергетичної сировини серед розвинутих країн світу складає бл. 12 %, руд металів — бл. 7 %, неметалічних корисних копалин — 18 %.
Серед Східно-Європейських країн найбільше розвинута гірнича промисловість у Польщі та Україні.